# 野原櫻州
野原 櫻州（のはら おうしゅう、1886年（明治19年） - 1933年（昭和8年）2月28日）は明治から昭和にかけて活躍した日本画家である。野原桜州とも表記される。
歴史画、花鳥画。特に薔薇の絵を得意とし、生前は「薔薇の櫻州」と評されていた。

## 概要
- 岐阜県大野郡三輪村（現・揖斐郡揖斐川町）生まれ。本名は野原安司。大垣中学校卒業後、東京美術学校で久保田米僊・小林呉橋・寺崎広業に師事する。
- 1909年（明治42年）に東京美術学校卒業。1911年（明治44年）に岐阜市に転居し、1919年（大正8年）に京都市に転居し、橋本関雪に師事。社交的な性格であり、政治家、財界人、名僧とも交流があった。
- 京都転居後も度々岐阜に帰郷。岐阜鵜飼を見物にきたイギリス皇太子（後のエドワード8世）に贈る岐阜提灯に絵を描いている他、揖斐祭り（三輪神社の春の例大祭。）の山車の装飾を手がけている。
- 1929年（昭和4年）頃から体調を崩し、1933年（昭和8年）2月28日胃がんのため死去。享年47。

## 画歴
- 1916年（大正5年） - 第20回文部省美術展覧会（文展）で「醍醐の花見」で初入選。
- 1922年（大正11年） - 第4回帝国美術展覧会（帝展）で「鵜図」で入選。

## 収蔵先
- 岐阜県美術館
- 揖斐川歴史民俗資料館